# Símbols valencians
Els símbols valencians són allò que es pren com a signe o representació de València o del País Valencià. A causa de la història i de les vicissituds compartides a través de molts segles, una gran part dels símbols tradicionals del País Valencià coincideixen amb els d'Aragó, Catalunya i les Illes Balears. Això és sovint causa de controvèrsies que provenen de les dificultats de conciliar certes percepcions culturals, històriques i lingüístiques de la que era l'antiga Corona d'Aragó i de les zones de parla catalana. Dos dels símbols més importants en són també dos dels més polèmics: la senyera i el valencià.
El símbol valencià més antic és el penó de la Conquesta de València que data des del 1238, any de la conquesta de la ciutat de València i per tant, contemporani amb la creació del Realme de València, considerat per molts com el naixement del poble valencià com a tal.
Aquest penó, al seu torn, prové de l'escut de la Corona d'Aragó, que segons la llegenda, data del segle ix. Hom diu que els Quatre Pals (o quatre barres) foren el resultat de fer passar quatre dits de Carles el Calb, Carles II de Francia Occidentalis, tacats de sang sobre l'escut d'or de Guifré el Pelós com a recompensa per haver lluitat valerosament contra els sarraïns. Açò vol dir que des del primer moment, el Regne de València comparteix aquest símbol amb els altres territoris de la Corona d'Aragó.

## Símbols polèmics

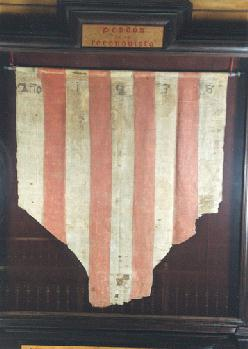
Penó de la Conquesta, conservat a l'Arxiu Històric Municipal de València

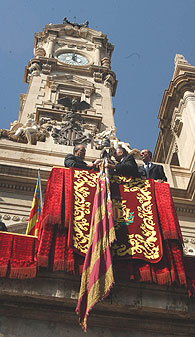
La Senyera es baixa pel balcó de l'Ajuntament de València. Processó Cívica del Nou d'Octubre, 2005

A causa de la història i de les vicissituds compartides a través de molts segles, una gran part dels símbols tradicionals del País coincideixen amb els d'Aragó, Catalunya i les Illes Balears. Això és sovint causa de controvèrsies que provenen de les dificultats de conciliar certes percepcions culturals, històriques i lingüístiques de la que era l'antiga Corona d'Aragó i de les zones de parla catalana. Dos dels símbols més importants en són també dos dels més polèmics: la senyera i el valencià.

### La senyera

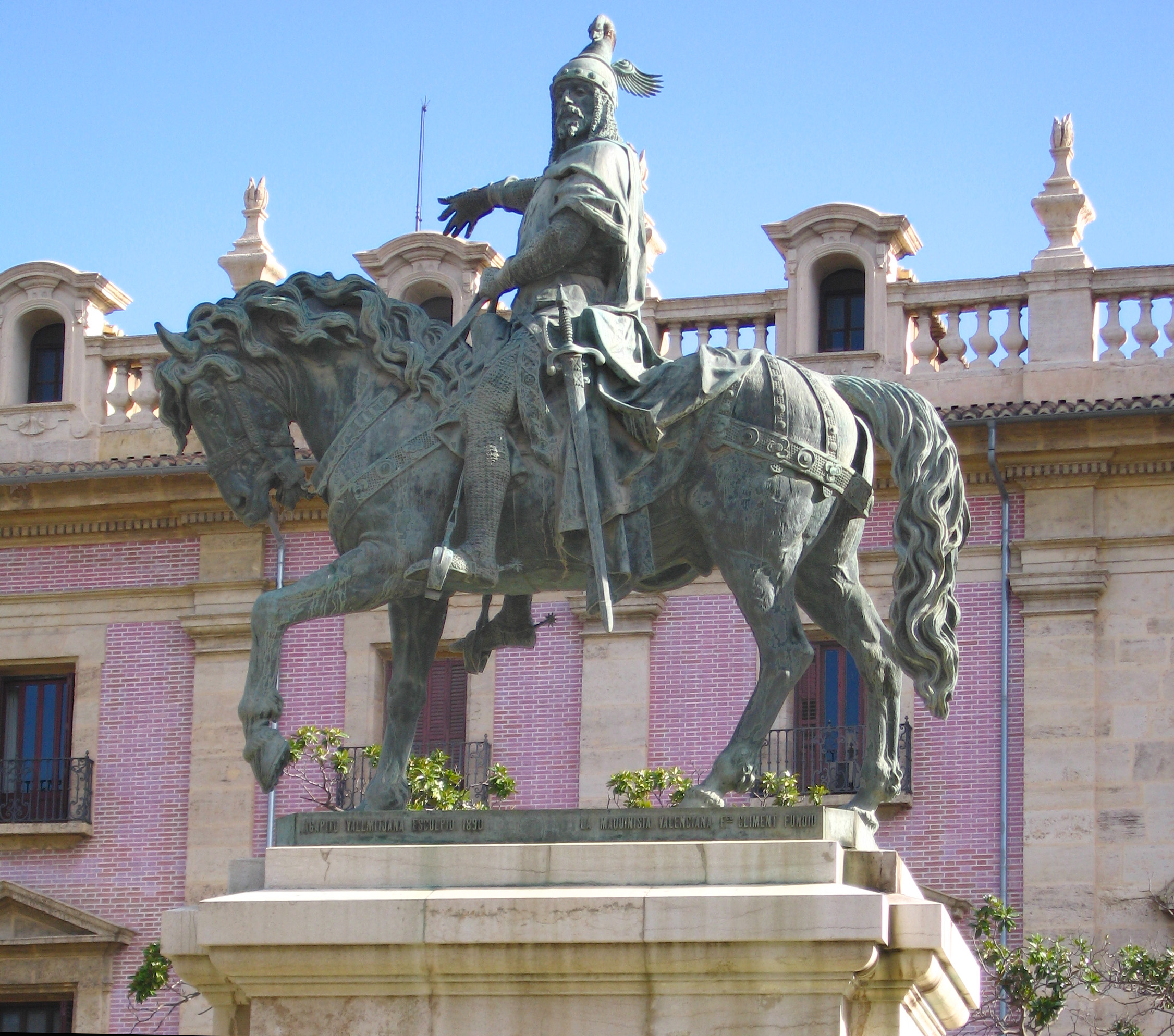
Estàtua de Jaume el Conqueridor a la plaça d'Alfons el Magnànim, (València), simbolitza el naixement del Regne de València

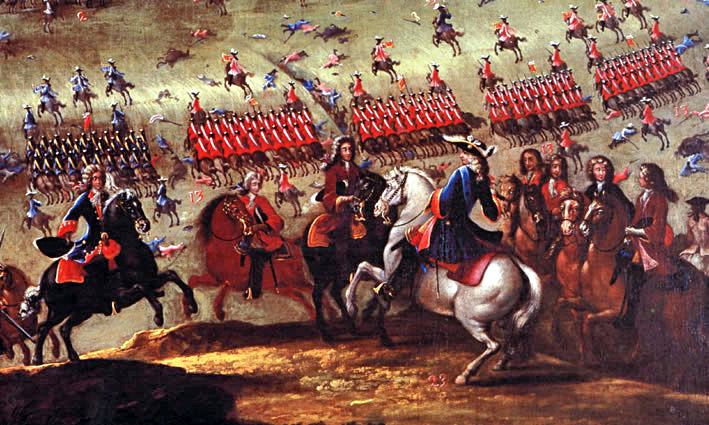
La batalla d'Almansa, recreada per Ricardo Balaca en 1862, marca el final del Regne

La Bandera de València i la Bandera del País Valencià, inspirada en el Penó de la Conquesta, que duu, a més de les barres daurades i roges de la Senyera Reial, la corona reial sobre fons blau, és a hores d'ara l'única legal i vigent com a bandera autonòmica del País Valencià; tanmateix, tant al nord de Sagunt com a les comarques al sud de Gandia, és molt habitual veure la senyera sense blau, penjada de molts balcons durant festes, i fins i tot és present a la façana d'alguns ajuntaments; al capdavall, la bandera d'alguns municipis és una senzilla senyera sense corona, mentre quasi tota la resta en té que afegeix alguna vora, dibuix, castell o escut a la senyera. Malgrat la semblança transparent entre les dues banderes, han esdevingut autèntic símbols polítics, amb la dreta enarborant en general la senyera coronada i oficial, mentre l'esquerra i l'independentisme valencià sol preferir la senyera nua. Aquesta confrontació simbòlica data des de la declaració de l'Estatut d'Autonomia del País Valencià, i simbolitza dos corrents que en termes molt generals rebutgen, o busquen, l'acostament amb Catalunya i amb el concepte dels Països Catalans. Tot açò duu a l'existència de dues diades, l'oficial Nou d'Octubre, on onegen la senyera coronada; i la Diada del 25 d'abril, que aplega els que s'identifiquen amb la senyera nua.

### El valencià

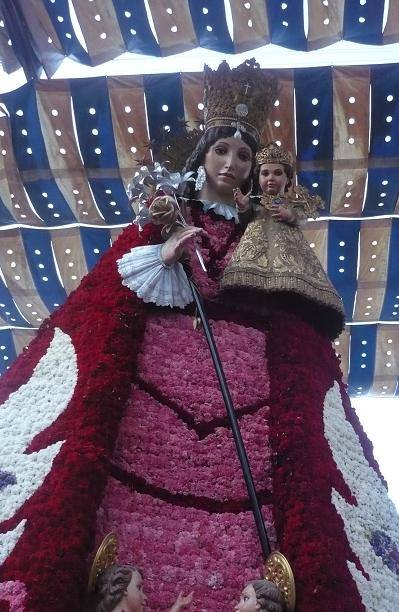
Imatge de la Mare de Déu dels Desemparats, patrona del País Valencià, a l'ofrena de les Falles a la ciutat de València

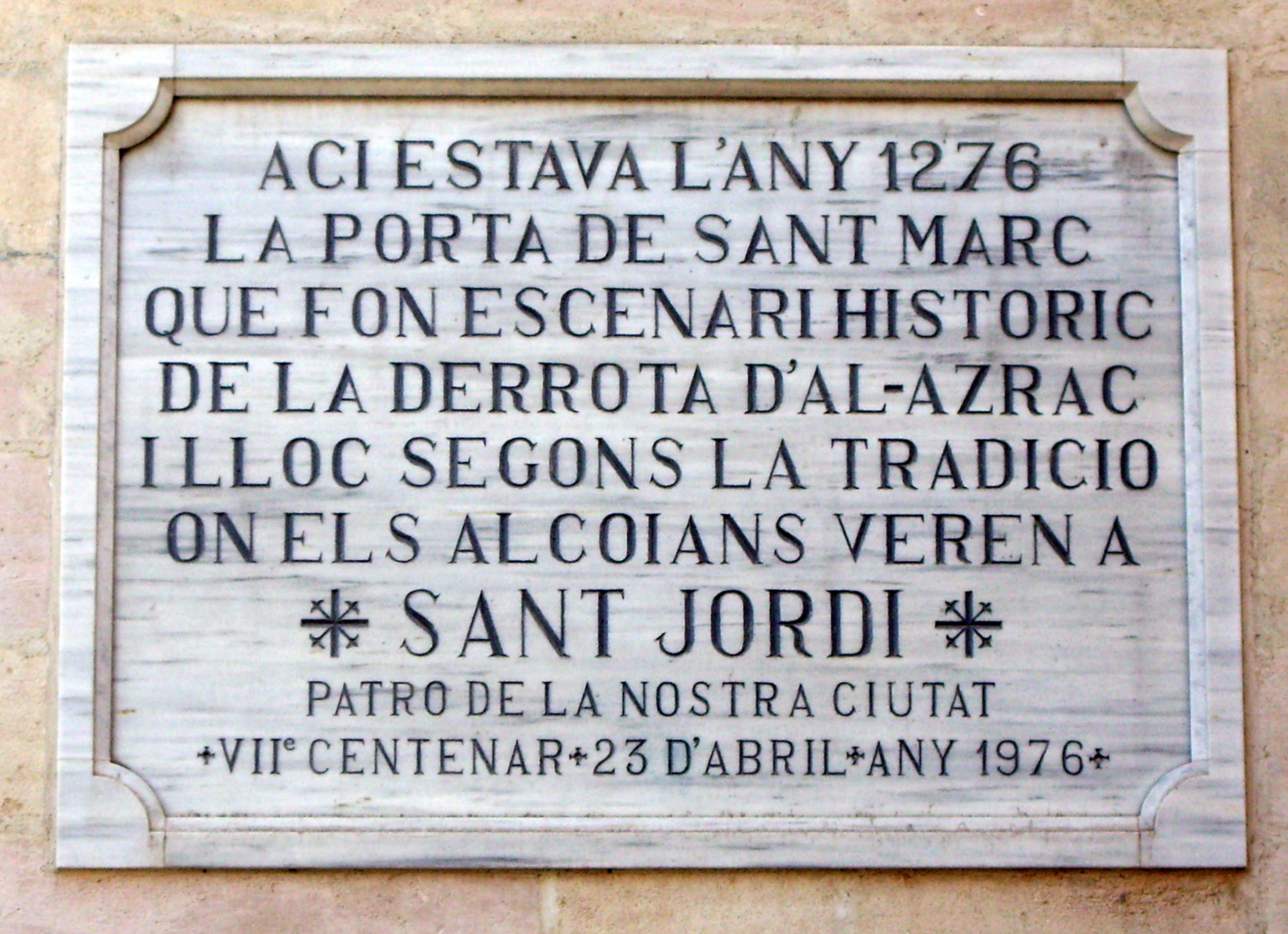
Sant Jordi és patró d'Alcoi i moltes altres poblacions, gràcies a la llegenda de Sant Jordi Matamoros

Al segle xv, València esdevé clau dins de la història de la llengua i la cultura valencianes gràcies al segle d'or valencià, moment àlgid d'aquestes dues, i és on es produí moltes de les grans obres literàries en valencià, alhora que n'era el moment de major projecció internacional amb els papes Borja: és famosa la frase que proferí el cardenal Pietro Bembo en arribar el primer Borja al papat: Oh Dio, la Chiesa romana in mani dei catalani! ("Oh Déu, l'Església romana en mans dels catalans!) Una altra fita valenciana en la història de la llengua era la Bíblia Valenciana, la primera en valencià, feta al País Valencià.
Des d'aleshores, el valencià, és, i ha sigut, per a molts valencians el símbol més important de valencianitat, i és abanderat amb gran orgull pel poble valencià tant en el dia a dia com en els actes més simbòlics com ara les diades i les festes; no debades, fins els sectors més tradicionalistes fan publicar els fullets de Falles en valencià, així com tots els parlaments i manifestacions festeres del País també s'hi desenvolupen íntegrament. Emperò, el fet que el valencià és una llengua compartida complica la seua plena acceptació com a símbol valencià. L'acceptació, o no, d'aquesta unitat enfronta els qui volguessen crear una identitat valenciana privativa, i amb ella, una llengua pròpia, i aquells - seguidors, alguns, de Joan Fuster - qui vol veure el català com a ens vertebrador d'un territori cultural comú en un sentit més o menys ampli.
Tanmateix el català del País Valencià - el valencià - ha produït un ampli ventall d'expressions i paraules que són habitualment relacionades amb el País tant per gent de fora com pels valencians mateixos, com ara la interjecció xe (semblant a l'ebrenc "xeic" i que és un dels sobrenoms del València CF), la caiguda de la d intervocàlica en mots com "mascletaes", l'ús intensiu de diminutius, especialment amb un sentit familiar i afectuós, com ara "xicotet", "xicoriutiu" i "antiu", un ric vocabulari agrícola i culinari com ara espencat, mullaor, dacsa, "gambes de muntanya", etc.

## Símbols històrics

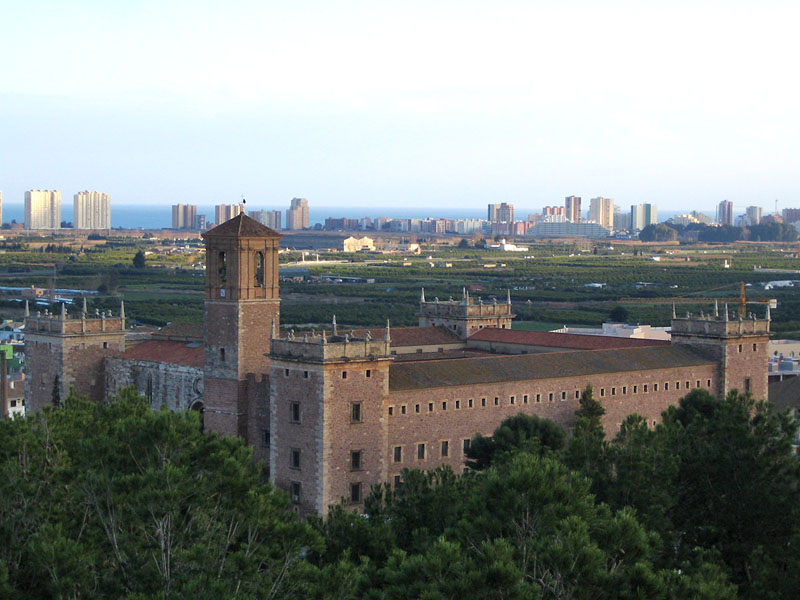
El monestir del Puig és un dels més simbòlics de tots els llocs de culte valencians

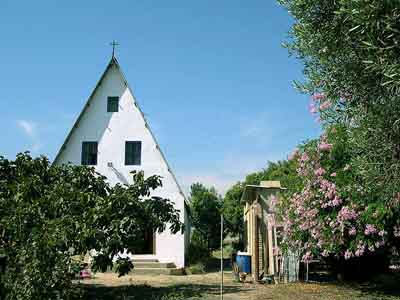
Barraca de l'Horta de València, construcció simbòlica dels voltants de València

Algunes institucions valencianes, com ara els furs de València, que serà el dret foral aplicat a tot el regne fins a la seua fallida, i la Generalitat Valenciana, que és el màxim òrgan de poder valencià des de l'inici del regne fins avui en dia, són valorades com a símbols històrics del País Valencià.
Potser més que en altres països, els fets històrics hi són molt significants. El País Valencià n'és un dels pocs que té tant data de naixement com de defalliment, el 9 d'octubre de 1238, quan es conquerí la ciutat de València i hi entrà Jaume I, i el 25 d'abril de 1707, quan a la batalla d'Almansa les forces valencianes van ser vençudes pels exèrcits castellans durant la Guerra de Successió Espanyola. Ambdues són commemorades cada any i comporten una gran càrrega política. Així és que tant al 9 d'octubre de 1935 com al mateix dia de 1977 València viu les manifestacions més grans de la seua història en favor d'un estatut d'autonomia.

### Símbols històrics de caràcter militar

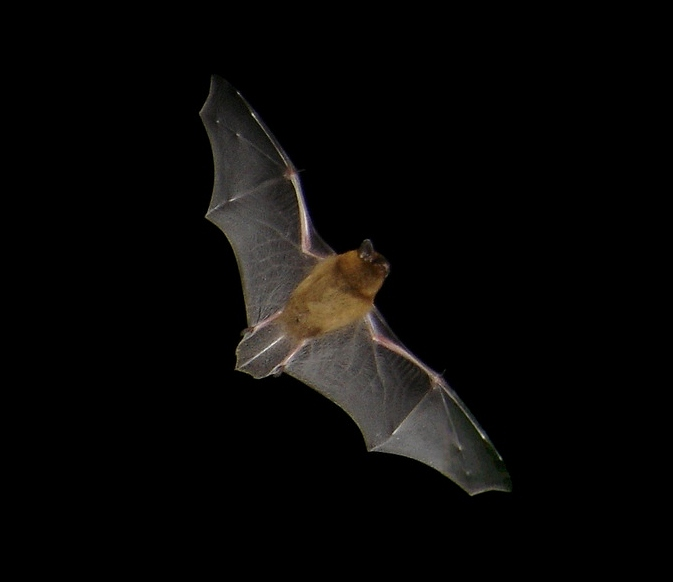
El rat penat s'identifica amb València i gran part del País Valencià. Heràldicament és una mutació del drac de Sant Jordi, un altre símbol ben present arreu del País.

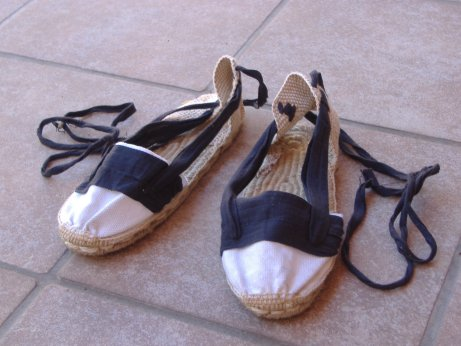
Espardenyes de vetes.

A part del penó, altres símbols, com la llegenda alcoiana de Sant Jordi Matamoros i l'homenatge que es ret a Jaume el Conqueridor, commemoren les guerres contra els musulmans que alhora permeten néixer, en el seu lloc, el regne de València, i la subseqüent repoblació de terres valencianes pels primers cristians. Les lluites de "moros i cristians" a les festes populars de la Vila Joiosa, Alcoi, Albaida, Villena, el Verger, i una llarga, etcètera, també són símbols d'evident caràcter bèl·lic que commemoren el naixement de l'antic Regne de València.
El Cant dels Maulets és, per a alguns, simbòlic de la caiguda del Regne de València atès que foren els Maulets els defensors dell País Valencià a la batalla d'Almansa. La cremada subseqüent de viles i ciutats valencianes com Xàtiva, com també catalanes, va donar lloc a un sobrenom per als oriünds d'estes poblacions: el dels socarrats. També és de valor simbòlic el centenar de la Ploma, la guàrdia de la senyera de la ciutat de València.

## Símbols literaris

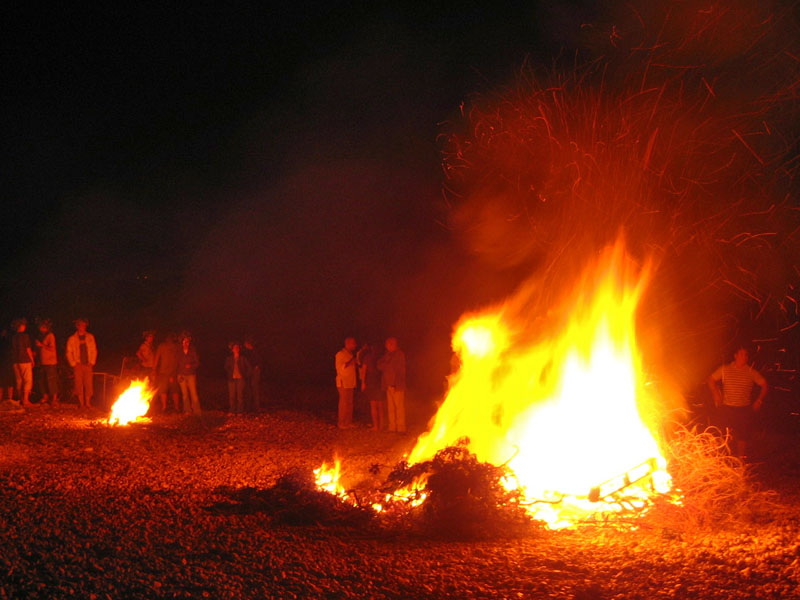
Foguera de Sant Joan en una platja de la Marina Alta

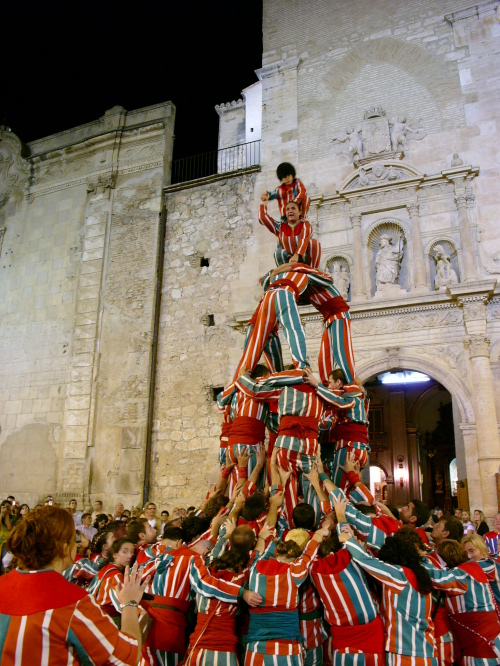
Figura de la Morera durant la Muixeranga d'Algemesí

Entre els lletraferits més simbòlics del País, hi ha Ausiàs March, Joanot Martorell, Joan Fuster, Vicent Andrés i Estellés, Enric Valor, Miguel Hernández, Vicent Blasco Ibáñez. Pel que fa a creacions literàries, és famós arreu el Tirant lo Blanc.

## Símbols arquitectònics

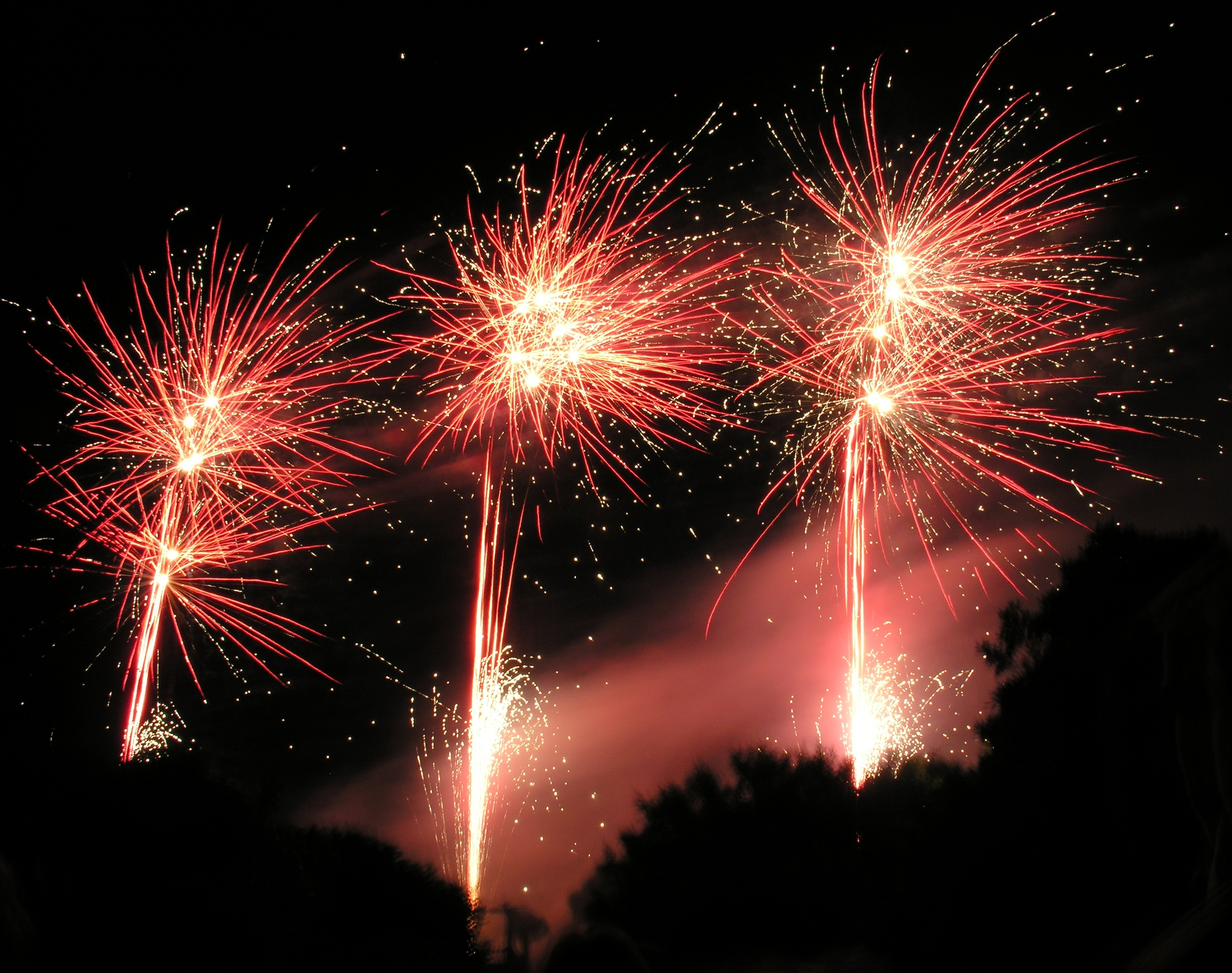
Els focs d'artifici, els masclets i les traques són molt estimats per tots els valencians, i el seu ressò és habitual al llarg de l'any en tota festa o celebració

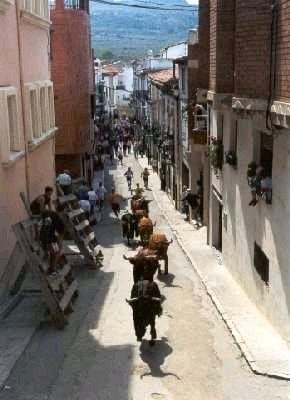
Bous al carrer a Albocàsser

Fins a la construcció de la Ciutat de les Arts i les Ciències, és possible que no hi haguera un sol edifici representatiu del País Valencià en el món; per bé o per mal, aquest conjunt d'edificis futuristes ha esdevingut simbòlic de València.
Tanmateix, les novel·les valencianes del segle xix elevaren la humil barraca de l'Albufera i l'Horta fins a esdevenir simbòlic del camp valencià, i la van anomenar barraca valenciana. Altres edificis molt simbolics són les portes de Serrans, el Micalet de la Seu, el Castell de Santa Bàrbara a Alacant, el Fadri a Castelló, el Barranc de Sinc a Alcoi o la basilica de Santa Maria d'Elx.

## Símbols religiosos

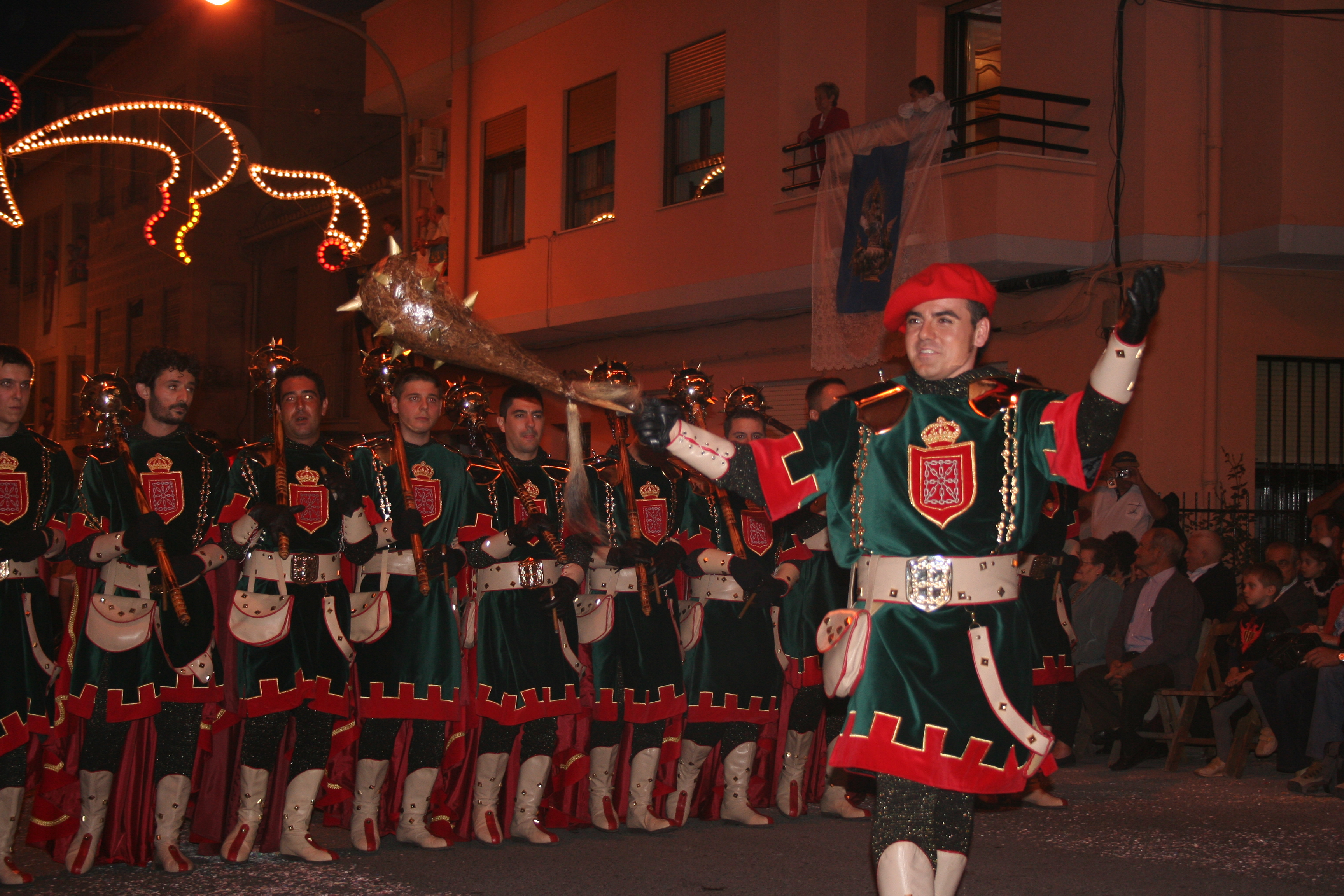
Moros i Cristians en les festes de Callosa d'en Sarrià

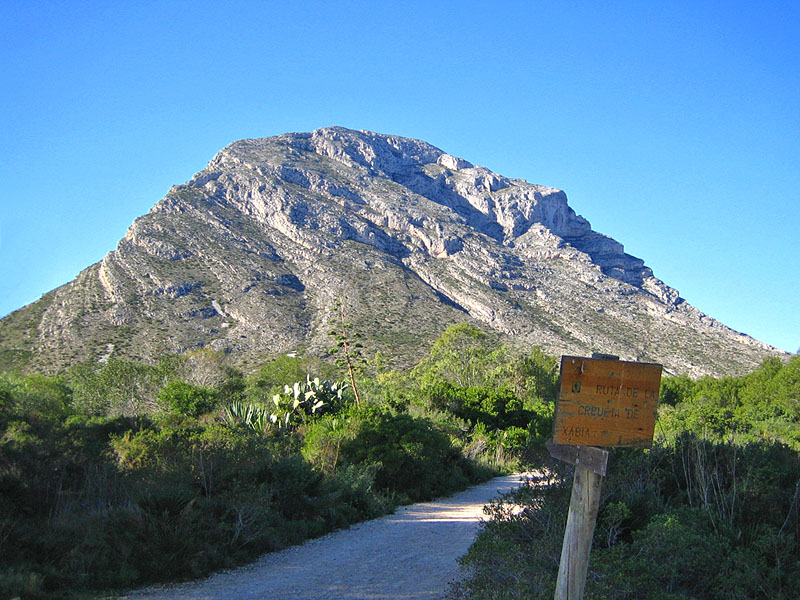
La muntanya de Montgó és un dels cims més coneguts del paisatge valencià

Símbols valencians ancestrals, com la Mare de Déu dels Desemparats i Sant Vicent Ferrer, i altres marededéus i sants, així com el pessebre, la Pasqua, la Nit de Reis i les celebracions del Nadal, es deriven tots de la doctrina cristiana. D'altra manera, les evidències suggereixen que les festes de foc que coincideixen amb festes cristianes, com les Falles per Sant Josep, o les Fogueres per Sant Joan, són de procedència pagana i no directament cristiana.
La tradició cristiana ha tingut un arrelament profund al llarg dels segles, ençà la conquesta, i prova d'açò són les nombroses representacions litúrgiques que hi ha arreu, entre elles la Passió de Torreblanca i el Misteri d'Elx. També en són testimonis els romiatges populars que apleguen milers de persones, com ara el de la Santa Faç, el de la Magdalena o el dels Pelegrins de les Useres fins Sant Joan de Penyagolosa. Encara una altra prova de la intensitat del catolicisme valencià són els fets històrics al voltant de l'expulsió dels moriscs, que provocaven por entre els valencians cristians per la seua fe encara musulmana; i de nou, les agressions històriques contra les jueueries que varen conduir finalment a l'expulsió dels jueus.
Fins a l'era recent, les esglésies o catedrals eren al centre de la vila i constituïen l'eix principal de la vida urbana, mentre l'altre era el camp o la mar. Al segle xx i abans, la conquesta del Regne carregava amb un paper religiós, aquell d'haver cristianitzat el País Valencià. Durant els anys del franquisme s'insistia molt en aquest aspecte religiós.
Els noms de molts pobles, viles ciutats del País, com Sant Joan d'Alacant, Sant Jordi, Sant Mateu (Baix Maestrat), Sant Vicent del Raspeig, o Santa Pola, així com moltíssimes ermites i santuaris dispersats arreu de la geografia valenciana, romanen com a testimoni de la fe ancestral dels valencians així com l'aspecte religiós de la conquesta original. No obstant això, mentre que fins al segle xix és possible que gran part dels valencians se sentiren representats pels símbols cristians, actualment aquests mateixos símbols només tenen importància per a alguns i en general, el laïcisme creix arreu.
Entre els llocs de culte de màxima importància per als valencians, hi ha la Catedral de València, construïda sobre l'antiga mesquita; el monestir del Puig, a l'Horta; el monestir de Sant Joan de Penyagolosa a l'Alcalatén, i l'ermita del Castelló Vell a la Plana; l'ermita de Sant Vicent, a València; el monestir de la Murta a la Ribera; el monestir de Santa Maria de la Valldigna a la Safor; el Monsetir de la Santa Faç d'Alacant; el Santuari de la Mare de Déu del Catell d'Agres al Comtat; la Catedral d'Oriola (Baix Segura) així com tota la ciutat monumental del sud, i el Monestir de Poblet, on jeuen els antics reis, un important i molt respectat referent simbòlic comú dels països de l'antiga Corona d'Aragó des de l'edat mitjana. És interessant notar el gran impuls inicial que tingué el cristianisme en els primers anys de vida del Regne, moment en el qual s'inicià la construcció de quasi tots els monestirs i catedrals del País.

## Símbols folklòrics i populars

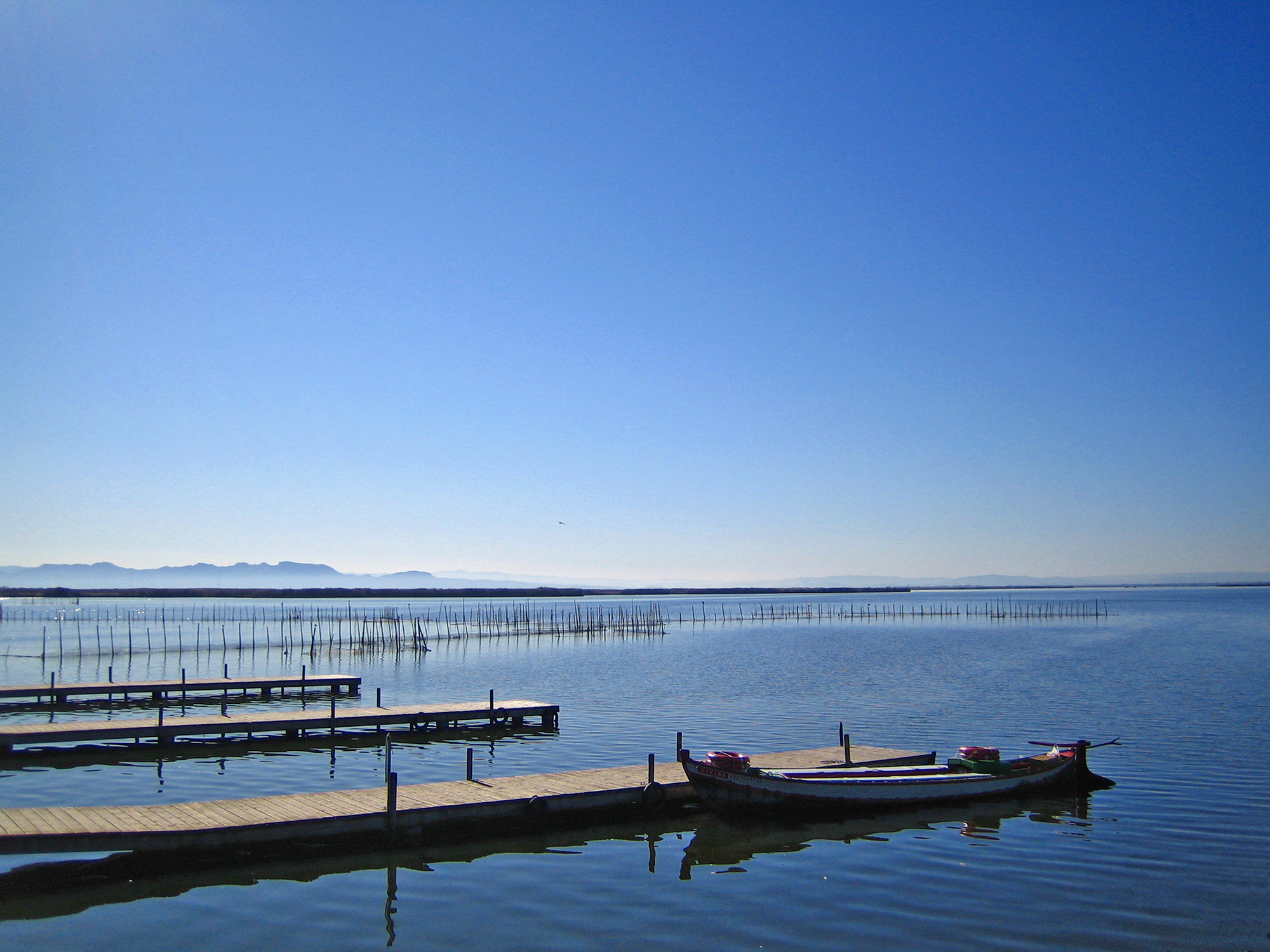
L'Albufera de València, paratge natural valencià per antonomàsia

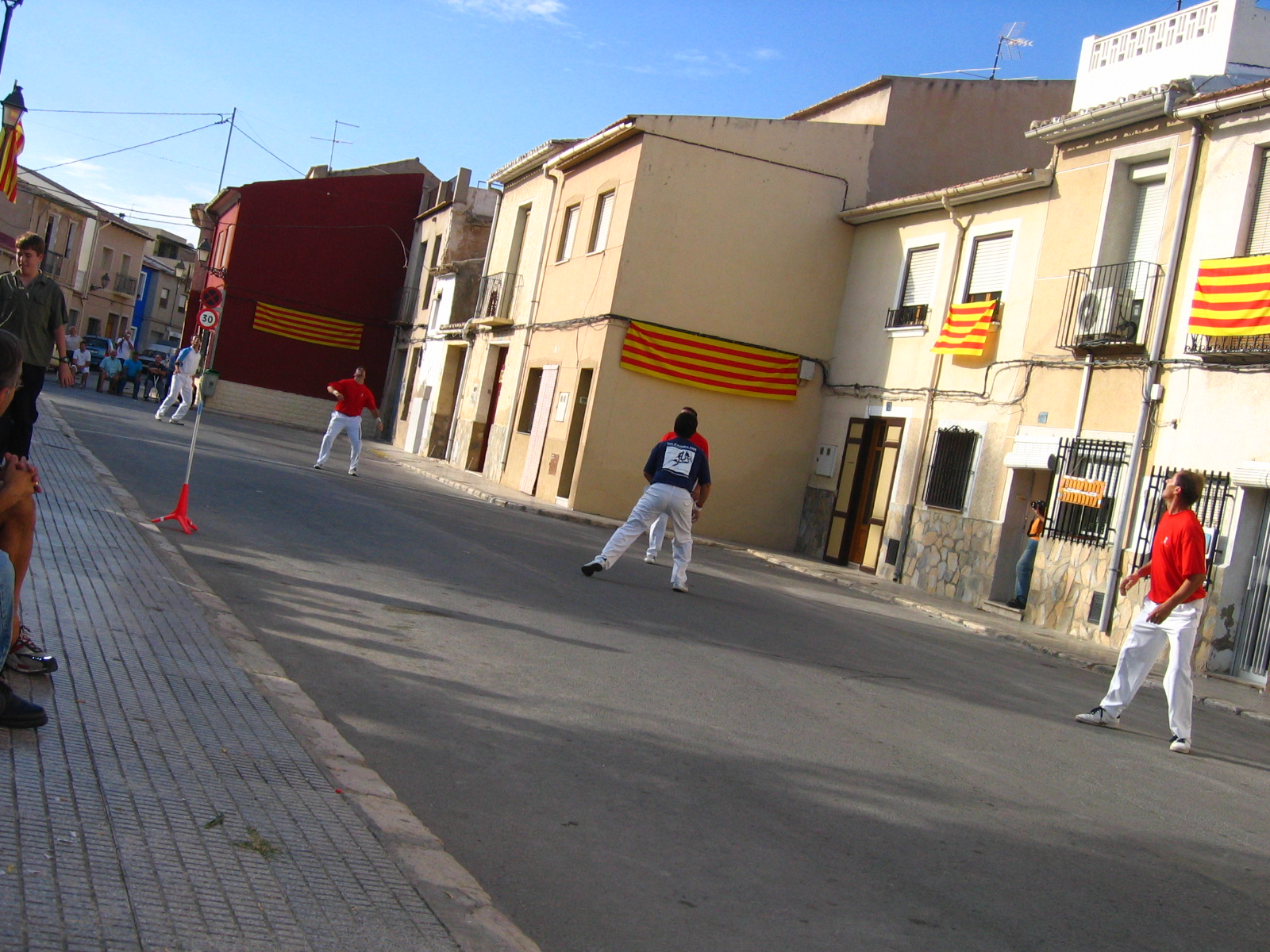
Partida de llargues en un carrer de Sant Joan d'Alacant

A part dels símbols de caràcter històric hi ha altres símbols populars valencians més o menys seriosos segons el cas i el context.

### Tradicions

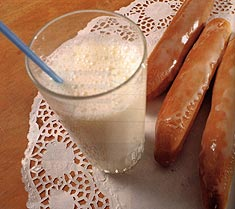
A l'Horta, l'orxata amb fartons és un sinònim de festes, i especialment de Falles

Molts símbols populars valencians venen del folklore local, de cants tradicionals, com les albades, i els balls tradicionals com les Dansaes, la dolçaina i tabalet, instruments habituals en qualsevol cerimònia o festa, el ball de la Muixeranga a Algemesí, el mocador i dolços regalats durant la festa de la mocadorada al cap i casal, i els gegants i cabuts. L'elecció de la "festera major", "reina de les festes", "bellea del foc" o "fallera major" a les festes populars prové d'una tradició molt antiga basada en la transmissió de l'herència a l'àmbit rural, prova de la qual és el gran interès que desperta aquesta tria entre les famílies més benestants de cada poble o vila.

### Música
Cal esmentar l'existència d'un conreu molt estès de la música en totes les capes socials, generalment al voltant de les bandes de música i les societats musicals del País Valencià. Així com, les colles de Dolçainers i Tabaleters.
Entre les composicions musicals més conegudes, figuren Paquito el Chocolatero, la música de la Muixeranga, el Cant dels Maulets i, encara que poc conegut fora del País, l'himne de l'Exposició, himne valencià des del 1909.

### Vestimenta
Un altre element simbòlic és la indumentària tradicional, recuperada ocasionalment per balls tradicionals i actes festius. Açò inclou els saragüells, el mocador faller o fester, barxa, espardenyes, la faixa morellana, el cabasset i més.

### Productes
La manufactura o conreu de certs productes a grans parts del País els ha fet sinònims amb la valencianitat. El taulell i la porcellana de la Plana i de Manises, les taronges de la Safor i la Ribera, la pansa i la sobrassada de la Marina, i les olives del Maestrat o els torrons de Xixona, són tots considerats de "la terra".

### Altres símbols tradicionals
Mentre que altres pobles tenen un "ocell nacional" o una "flor nacional", el País Valencià disposa, a tot estirar, del drac i la derivació més típica al País Valencià, el ratpenat, i de la taronja i la seua flor. De fet, tant el drac com el ratpenat apareixen arreu del País, per exemple, el drac de l'Edifici dels Dracs a València o de l'escut de les Corts Valencianes, o el ratpenat als escuts del València CF, el Llevant UE i el CD Alcoià. A les zones on se celebren festes de bous, aquest animal és considerat no com a símbol específicament espanyol sinó més aviat com a símbol de la festa en general i de la tradició taurina en general. També és considerat ocell nacional, l'oroneta, a causa de la llegenda que l'envelta amb Jaume I.
Alguns símbols tradicionals i "típics" són relacionats igualment amb la festa o l'agricultura, com el porró, el masclet, la falla, la mona de Pasqua, el bancal i el sequier, i en alguns indrets, la cucanya.

## Festes

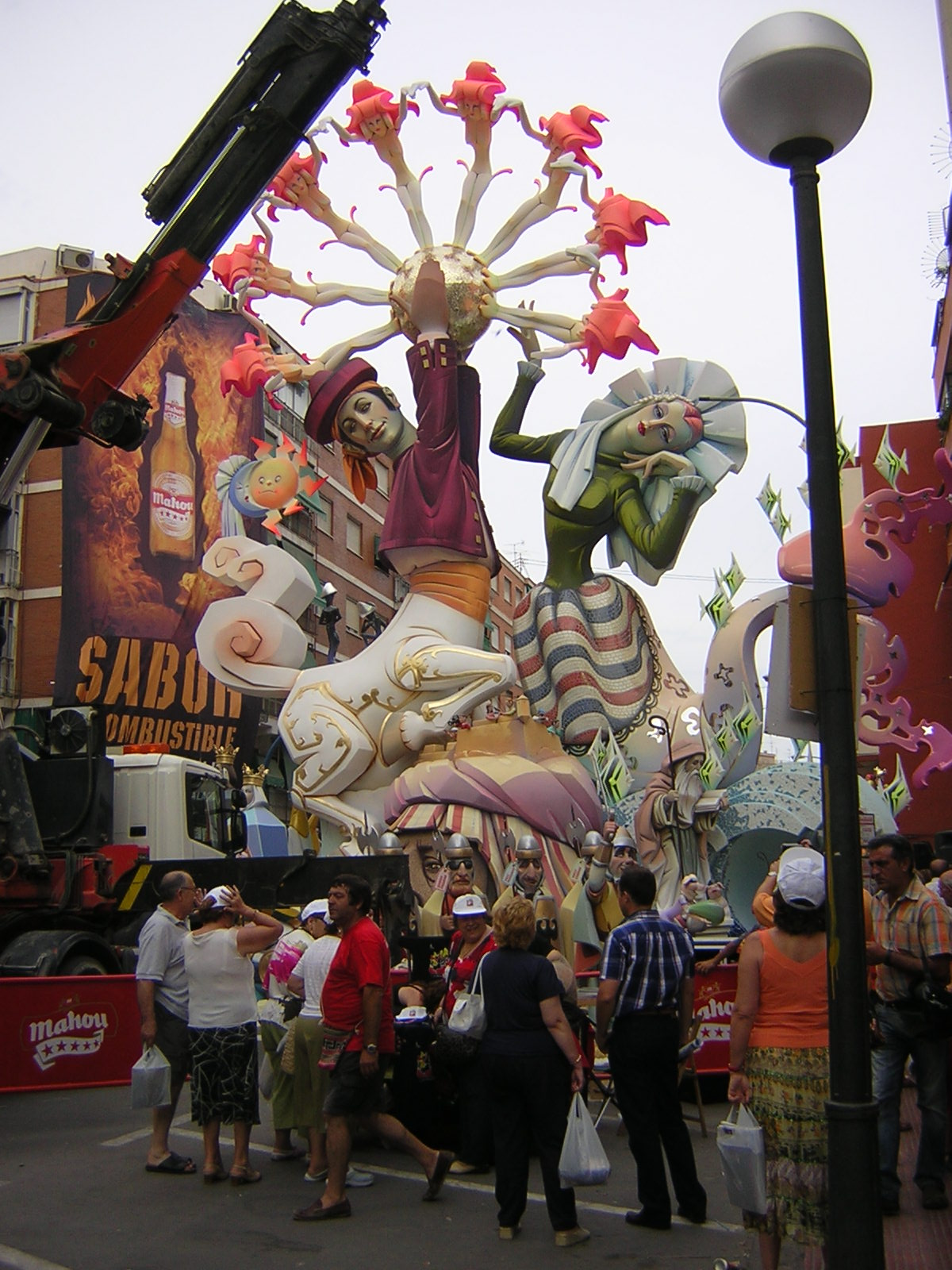
A Alacant i a altres municipis del sud del País Valencià es celebren les fogueres de Sant Joan.

Les festes són, com també ho són per als territoris veïns, un element cabdal en el sentir valencià. Moltes d'aquestes tradicions ancestrals poden tenir un origen romà (com ara el culte al foc) de manera similar a altres indrets de la mediterrània. El foc és present a quasi totes les festes, grans i petites, habitualment en forma de foguera, masclet o castells de focs. Les Falles i les Fogueres de Sant Joan així com els Moros i Cristians, les Gaiates o les Fogueres de Sant Antoni, els Bous al Carrer i les innombrables festes entremig, són tots testimonis de la gran esperit fester present arreu del País, que té un caire molt popular, sempre incloent-hi la presència de menjades populars, fogueres, focs d'artifici i masclets, balls tradicionals anomenats al País Valencià dansaes, els correfocs, els gegants i cabuts, criatures fantàstiques com el drac, i el mil·lenari culte d'anar a banyar-se els peus a la Nit de Sant Joan. També són tradicionals el cant d'albaes durant moltes festes.
Entre els elements més típics de la festa valenciana, en alguns llocs destaquen festes de bous, entre elles els Bous al carrer, Bous a la mar, Bou a la corda, Bou embolat i altres. És destacable el fet que els bous valencians no moren, ni se'ls pot fer malbé; ans al contrari, són els festers qui l'han d'escapar.

## Símbols geogràfics
Hi ha muntanyes com el Montgó, el Penyagolosa, l'Aitana, la Mariola i els Ports que tenen una importància gairebé mítica en el folklore local com a llocs de pelegrinatge, com aquell que parteix de les Useres fins a arribar a Sant Joan de Penyagolosa, o senzillament com a fites senderistes per a les moltes associacions d'excursionisme.
Molts paratges històrics o naturals tenen la consideració de sagrats i intocables, com ara el Montgó i el Penyal d'Ifac per als de la Marina, la Marjal de Pego-Oliva per als saforencs, la Font Roja i la serra Mariola per als alcoians, comtatins i valldalbaidins, la Serra d'Irta per als maestratins, l'Albufera de València per als valencians de l'Horta —especialment gràcies a novel·les com Cañas y barro de Vicente Blasco Ibáñez—, la Serra Calderona per als dels Camps de Túria i de Morvedre, la serra d'Espadà per als de la Plana, i l'esmentat Penyagolosa per als de l'Alcalatén i Alt Millars. Els rius Túria i Xúquer també tenen un lloc important en l'imaginari col·lectiu. Alhora, molts d'aquests indrets han sigut subjecte de campanyes cíviques de protecció davant suposades agressions urbanístiques.
Altres llocs simbòlics tant per al valencià com per al foraster són les platges del platja del Postiguet, a Alacant, i de la Malva-rosa, a València. Per al milions de turistes que visiten la costa cada any, poblacions com Torrevella, Benidorm i Orpesa representen l'essència de l'estiueig valencià.
Dins del País Valencià, a banda de la ciutat de València hi ha altres ciutats considerades simbòliques al llarg de la història són Dénia, Gandia, Oriola, Elx, Morella, Xàtiva, Alacant i Alcoi, que eren durant molt de temps les poblacions més destacables. Des del punt de vista lingüístic, Guardamar marca l'extrem sud del territori de parla catalana. El Pilar de la Foradada marca el límit sud del País Valencià mentre la Sénia representa el límit més septentrional del País.

## Símbols esportius
L'esport tradicional per antonomàsia és el joc de la pilota valenciana, fins a tal punt que hi ha jugadors professionals i una selecció valenciana de pilota que participa en les competicions internacionals més importants. Aquest esport es practica en més de huit modalitats distintes, bé al carrer o bé en un trinquet. Durant les partides és típic que el públic es trobe gairebé envaint l'espai de joc, i un o dos marxadors arrepleguen les apostes que fan per l'equip de "blaus" o de "rojos", els únics colors utilitzats en la indumentària dels pilotaires, juntament amb el blanc, del qual solen ser els pantalons i les espardenyes. La pràctica i el coneixement d'aquest esport està augmentant des que se'n retransmeten partides per TV i els nous instituts d'educació mitjana han de comptar amb canxes de joc adients.
També típicament valencians són els jocs de bitlles, el tir i arrossegament, el joc del truc i l'afició a la colombicultura.
Altres símbols esportius són, és clar, els equips de futbol, entre els quals el València CF té una destacada afició, i el Vila-real CF, així com el Llevant UE, l'Hèrcules CF, l'Elx CF o el CE Castelló. També en bàsquet destaquen els clubs del València Basket Club i Club Bàsquet Lucentum d'Alacant.

## Símbols gastronòmics

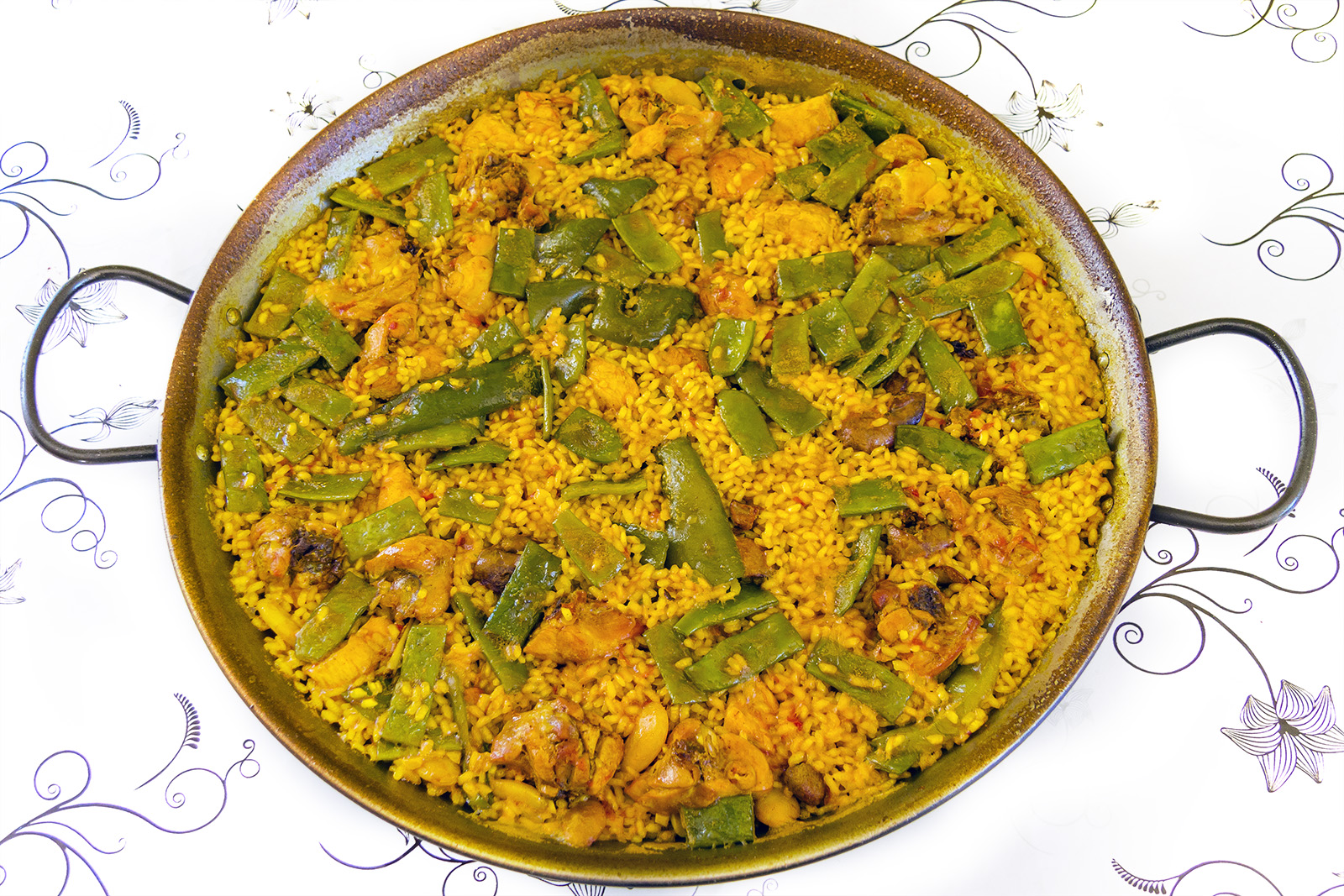
Una paella, en la seua versió curinària anomenada paella valenciana.

La paella i l'orxata amb fartons, totes dues menges típiques de l'Horta de València, són els tòpics gastronòmics més habitualment relacionats amb el País Valencià. També el cultiu enorme de la taronja fa que aquesta siga íntimament associada amb el País Valencià. Tanmateix, encara més habituals en la dieta quotidiana d'un valencià són els pastissets, les coques, tant de llauna com de mullador, i l'escalivada, de vegades anomenada espencat. Altres menges associades en general amb Catalunya, com el pa amb tomàquet, o amb Mallorca, com la sobrassada, són ben habituals a les Comarques Centrals. D'altres són tan habituals a tot el Mediterrani com ho són arreu del País: l'all-i-oli, els arrossos, les olles o putxeros, l'embotit de tota mena, el bacallà salat de l'esgarrat… Altres plats que hom podria qualificar de ben típiques de les comarques, però no de la capital, són la pericana de l'Alcoià i el Comtat, les vaquetes dels Ports, el raïm i el gaspatxo del Vinalopó, l'arròs amb crosta de les Comarques del Sud, l'arrop i tallaetes de l'interior, i les coques de dacsa i els figatells de la Safor. Els llegums tenen un lloc destacat en la cuina del País Valencià, en especial el tomàquet, l'albergínia, el pebrot, la fava, el nap, i l'all.
Entre els dolços i les postres cal destacar de nou la coca dolça, els bunyols de carabassa i el torró, el gelat, i durant la mocadorada, el massapà i durant la setmana santa l'arnadí.
Entre les begudes habituals figura la mistela, la cassalla i el xocolate en tassa arreu del País, l'herbero de la Mariola i el burret a les Comarques Centrals, i l'orxata a l'Horta, i l'aigua-llimó.